# Паллий (католицизм)

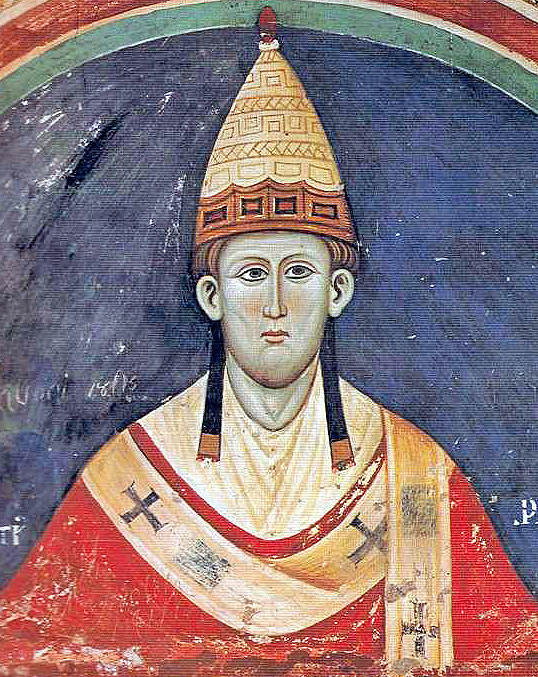
Папа Иннокентий III с паллием на груди

Па́ллий, паллиум (лат. pallium покров; накидка) — элемент литургического облачения папы римского и архиепископов католической церкви. Представляет собой узкую ленту из белой овечьей шерсти с вышитыми шестью чёрными, красными или фиолетовыми крестами. Три из шести крестов украшены золотыми иглами с драгоценными камнями. На концах — обшитые чёрным шелком кусочки свинца. Носится поверх орната таким образом, чтобы один конец паллия свисал спереди, а другой — сзади. В восточных обрядах (православие и восточнокатолические церкви) аналогом паллия является омофор. В православных церквях паллием также именуется монашеская мантия.

## Литургическое значение

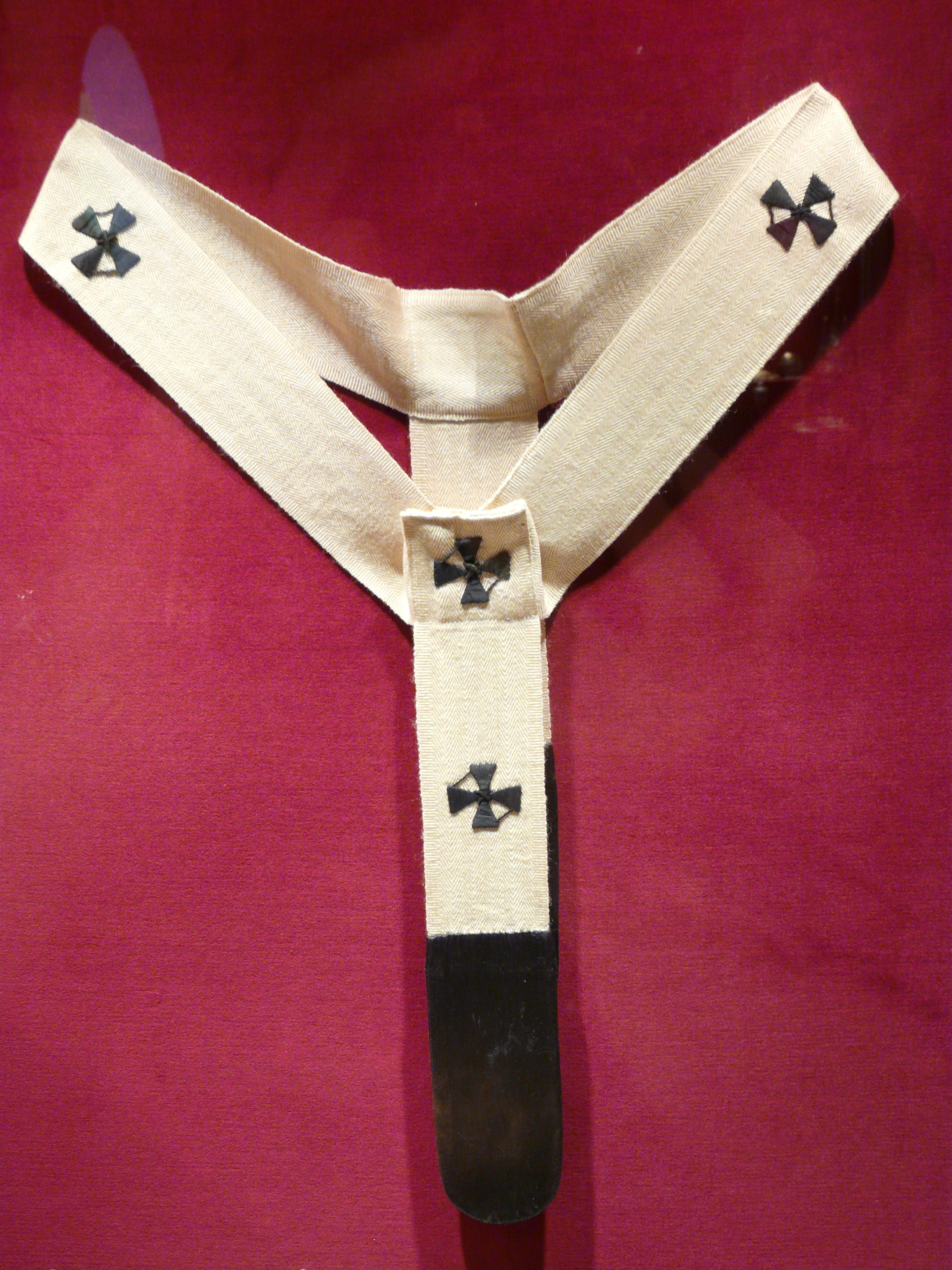
Паллий Иоанна XXIII

Смысл паллия толкуется в связи с символом заблудшей овцы, которую пастырь несёт на своих плечах.
Паллий папы символизирует полноту его власти. Паллий митрополитов — знак подчиненности папе и власти в пределах митрополии. Кодекс канонического права Римско-католической церкви говорит:
(паллий) обозначает власть, которой митрополит в общении с Римской Церковью наделяется по праву в своей провинции
Папа надевает паллий на каждой литургии. Согласно новому Кодексу Канонического Права митрополит может носить паллий за каждой Мессой, но только в пределах своего архидиоцеза.

## История
В Древнем Риме паллий — мужская верхняя одежда (накидка, плащ), соответствующая греческому гиматию, изготавливалась обычно из льна или шерсти. Паллий носили преимущественно римляне, приверженные греческой культуре.
Около IV века в христианстве появилась традиция ношения паллия епископами. С VI века на Западе существует церемония вручения паллия епископам, причём паллий вручался не всем епископам, а как знак особого отличия. В дальнейшем эволюция этого элемента облачения шла на Востоке и Западе по-разному: так, на Востоке право ношение омофора на литургии получил любой архиерей, в то время как на Западе ношение паллия постепенно стало прерогативой одних лишь архиепископов, а затем только митрополитов. Формы паллиев на протяжении истории многократно менялись.

## Изготовление и вручение

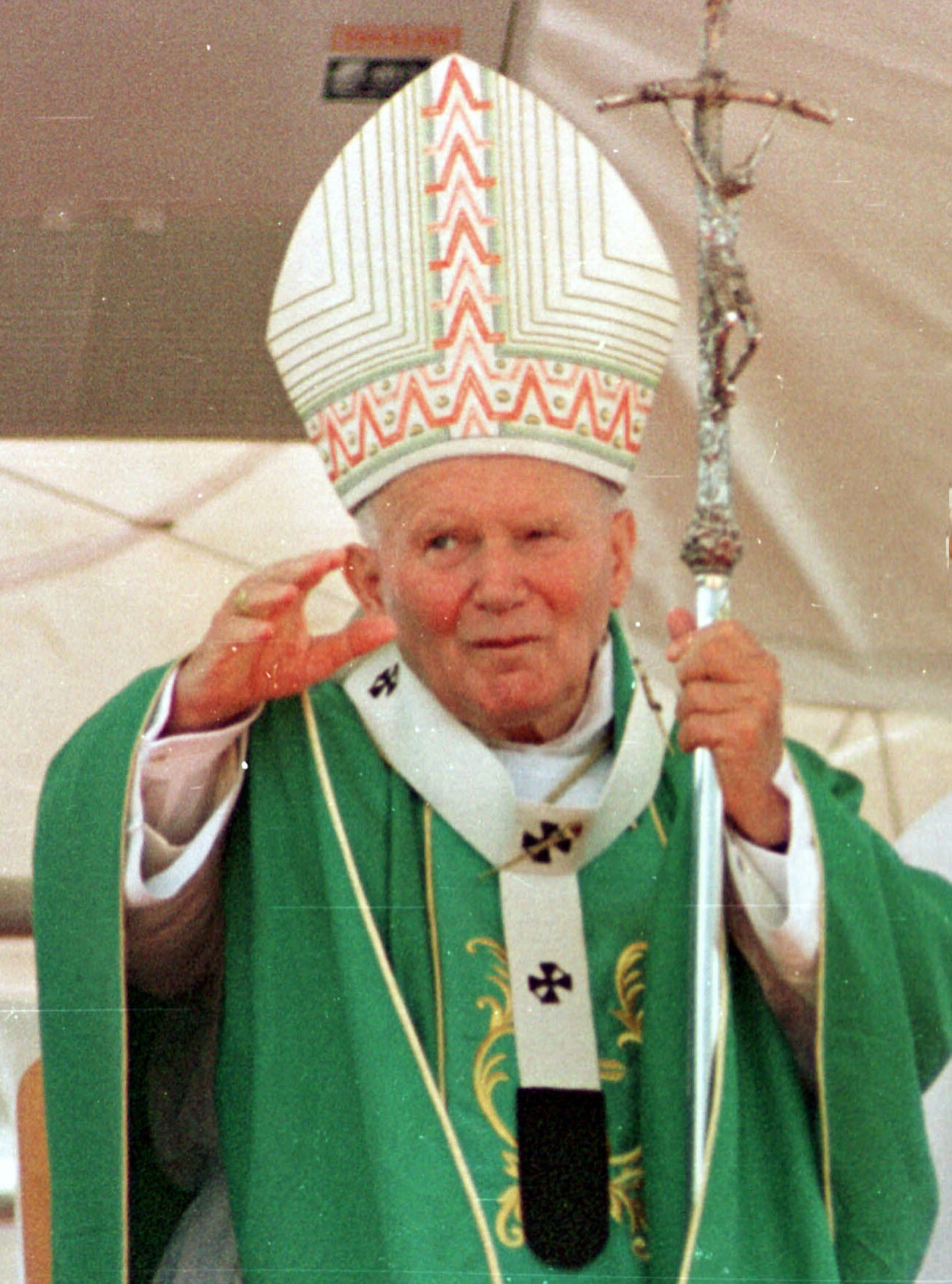
Папа Иоанн Павел II в паллии

Паллий традиционно изготовляется из шерсти двух белых ягнят, выращенных в римской общине монахов-траппистов (монастырь Тре Фонтане). Ежегодно 21 января на праздник Святой Агнессы в церкви Сант-Аньезе-фуори-ле-Мура проводится папская месса, в ходе которой папа благословляет этих ягнят. Позже их остригают и изготовляют новый паллий, который вплоть до церемонии его вручения хранится в гротах под собором Святого Петра рядом с могилой апостола Петра.
Согласно действующему каноническому праву новый митрополит обязан в течение трёх месяцев после своего назначения на митрополичью кафедру испросить паллий у папы. Церемония вручения паллия проводится в Ватикане в торжественной обстановке, как правило, 29 июня, в праздник святых апостолов Петра и Павла. Собственно возложение паллия на митрополита совершает кардинал-протодьякон. В том случае, если митрополит переводится с одной кафедры на другую, он обязан испросить у папы новый паллий. 29 июня 2008 года папа Бенедикт XVI вручил паллий архиепископу-митрополиту Паоло Пецци, возглавляющему Архиепархию Матери Божией с центром в Москве, а также Тадеушу Кондрусевичу, переведённому из Москвы на пост архиепископа-митрополита Минско-Могилёвского и вынужденного в связи с этим испросить новый паллий.
Вплоть до недавнего времени у римских пап сохранялось право вручать паллий не митрополитам в качестве знака особой чести; однако в 1978 году папа Павел VI отменил эту возможность. С этого момента единственным исключением, когда паллий вручается не митрополиту, стало вручение папой паллия Декану коллегии кардиналов (не имеющему митрополичьей кафедры). 29 июня 2005 года папа Бенедикт XVI вручил паллий действующему декану Анджело Содано

## Паллий нового образца

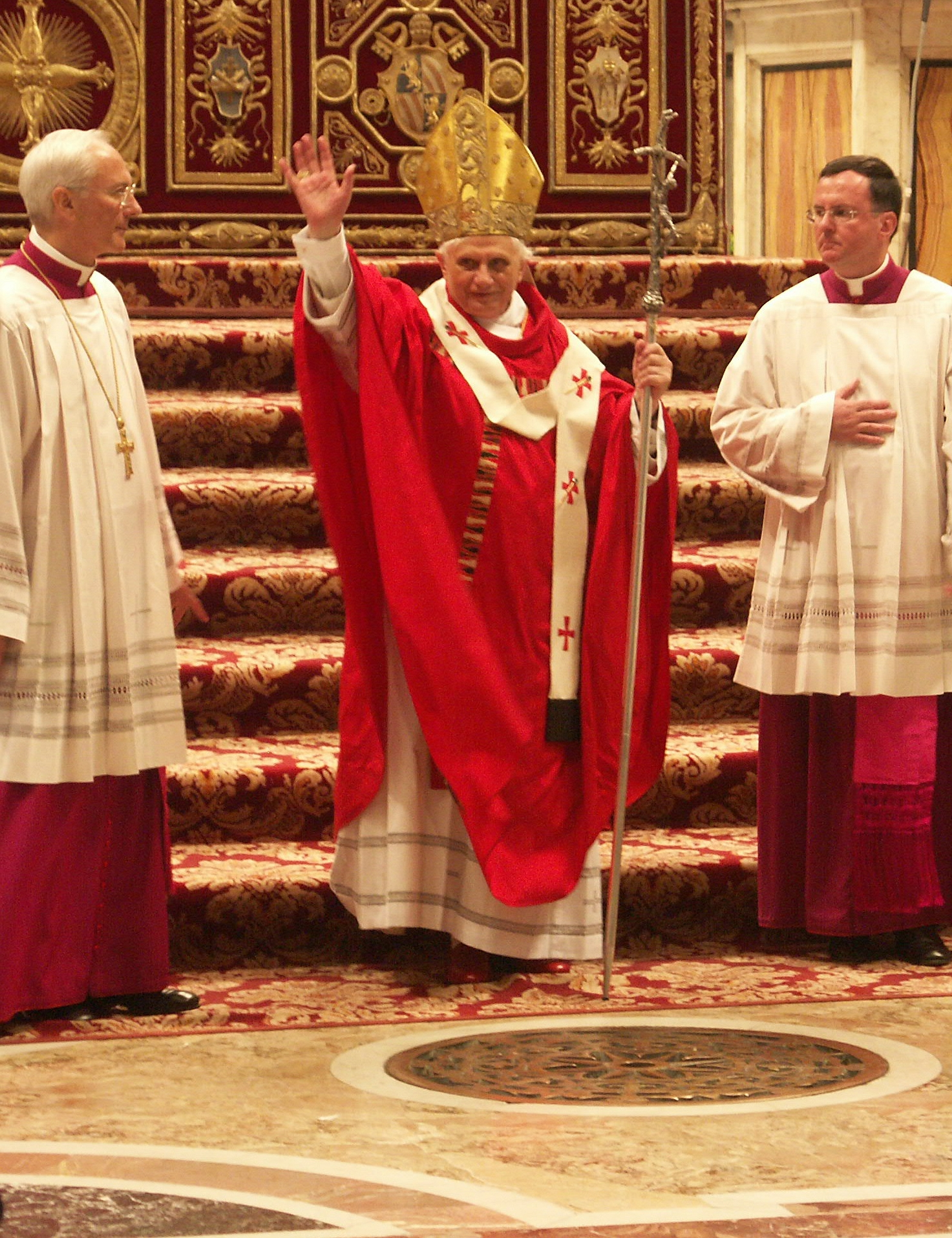
Папа Бенедикт XVI в новом паллии, напоминающий православный великий омофор, 2005 год

Сразу после избрания на престол папы Бенедикта XVI в 2005 году, он стал облачаться за литургией в паллий древнего типа, похожий на православный великий омофор. Он значительно шире и длиннее предыдущего, а концы его спускаются не по середине, а с левого плеча. Такая форма паллия использовалась в христианской церкви с VI века. По словам епископа Марини, обер-церемонимейстера Ватикана, эта форма паллия вызвала некоторые проблемы и неудобства, в связи с чем было решено вернуться к округлой форме.
С 29 июня 2008 используется паллий нового типа. Он шире предыдущего, в форме круга с двумя концами, спускающимися посередине спереди и сзади; паллии такой формы впервые появились в X или XI веке.
Папа Франциск вернулся к обычному типу паллия, который вручается всем митрополитам. С этого момента папский паллий перестал отличаться, как это и было всегда. Лев XIV также использовал простой паллий. 